# 155 North Wacker
155 North Wacker je mrakodrap v Chicagu. Má 45 podlaží a s výšku 194,5 metrů. Výstavba probíhala v letech 2007–2009 podle projektu, který vypracovala společnost Goettsch Partners, Inc. Stojí v ulici Wacker Drive v městské čtvrti Chicago Loop.